# Santa Monica Mountains National Recreation Area

La Santa Monica Mountains National Recreation Area est une zone récréative américaine, classée National Recreation Area, en Californie. Créée le 10 novembre 1978, elle protège 634,03 km2 dans les comtés de Los Angeles et Ventura.

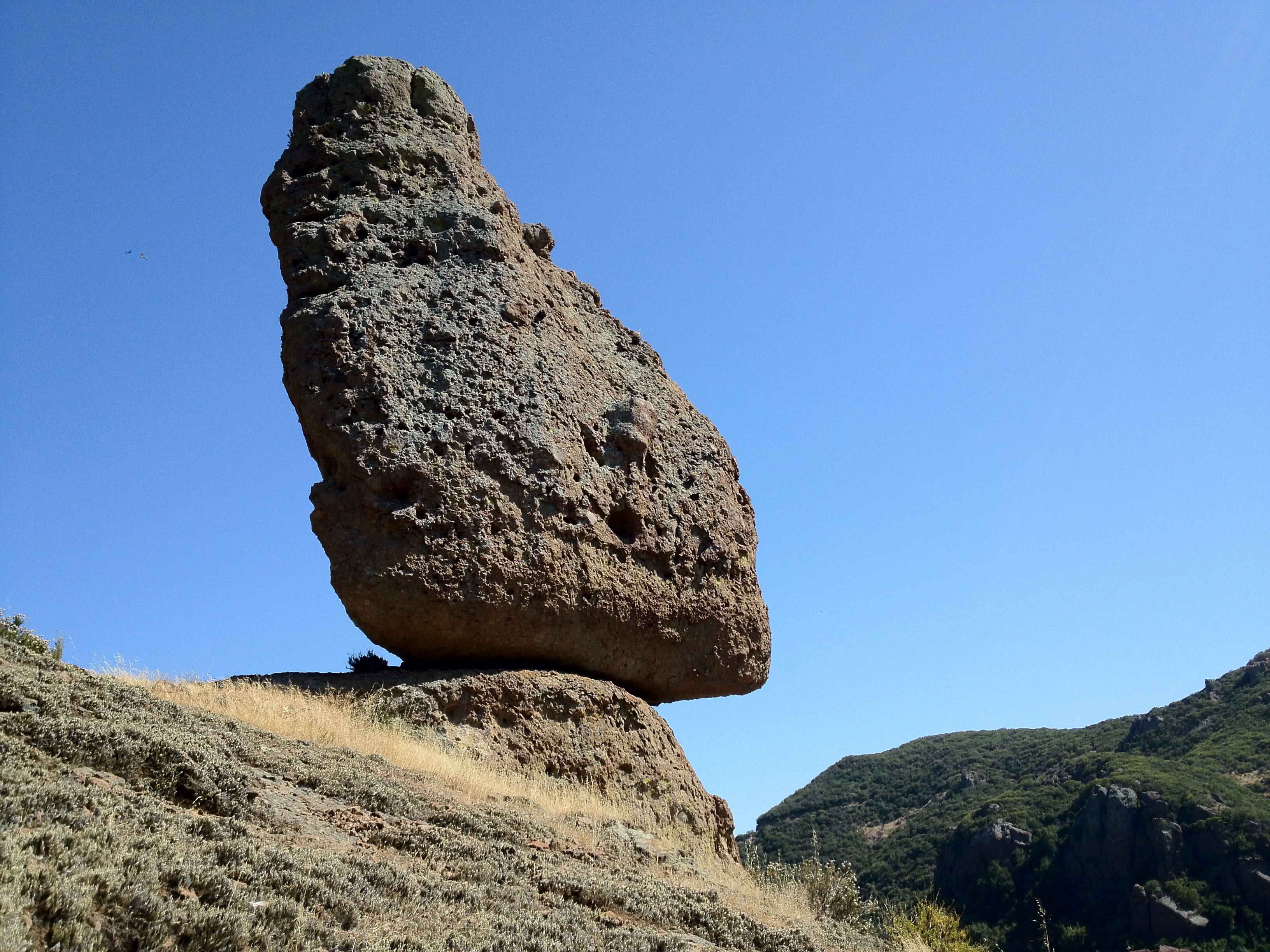
Balance Rock
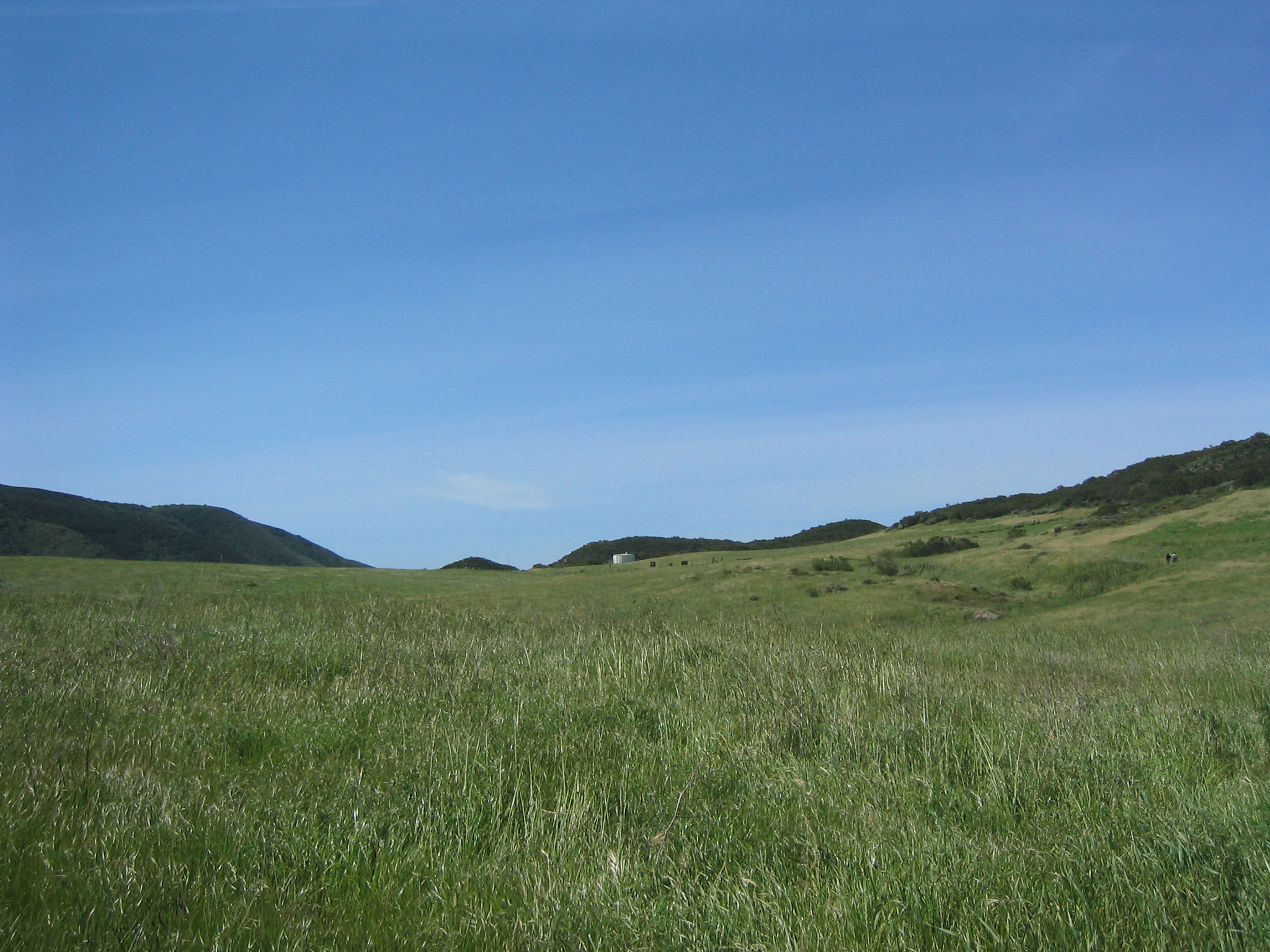
Prairie
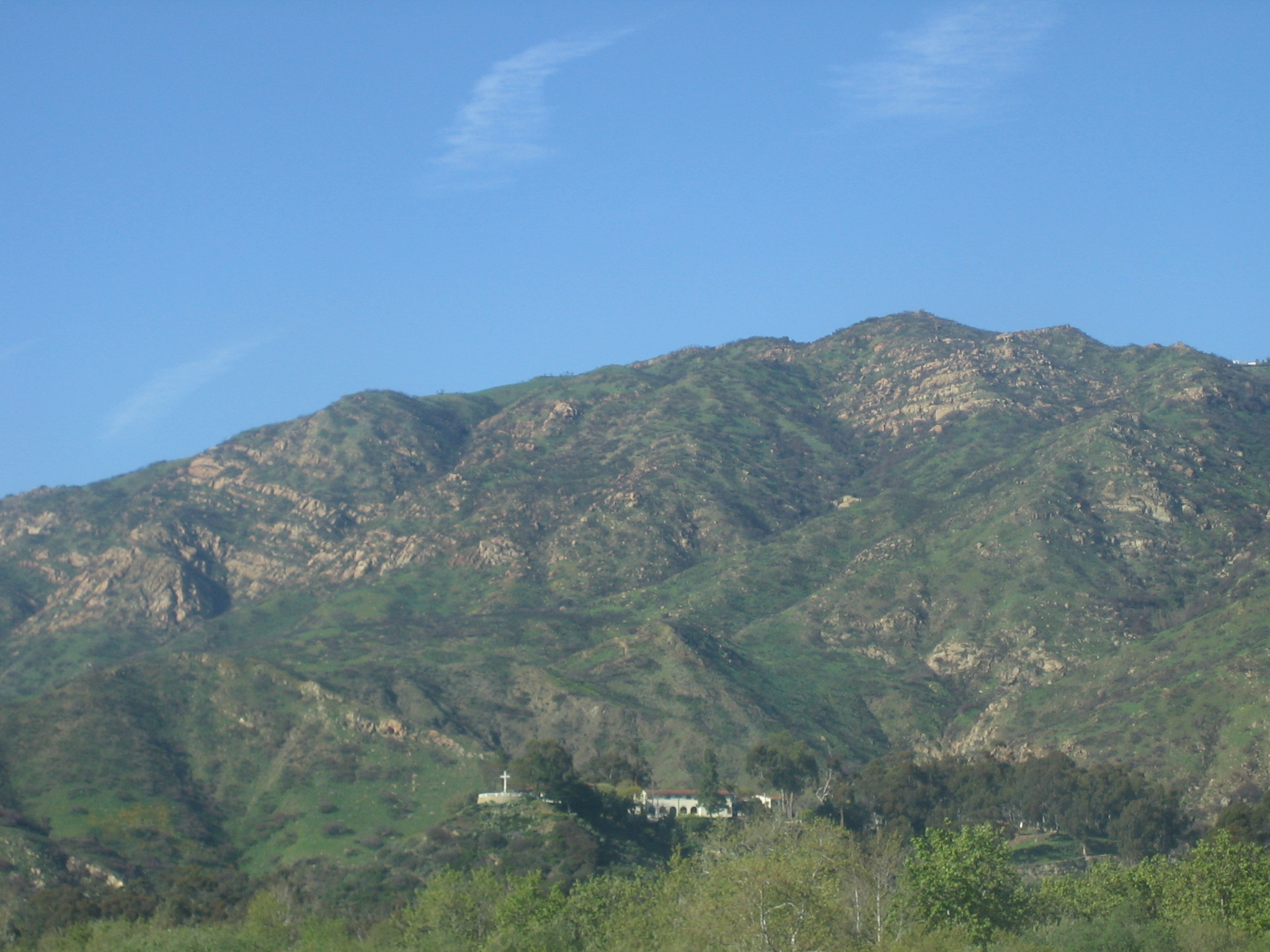
Santa Monica Mountains
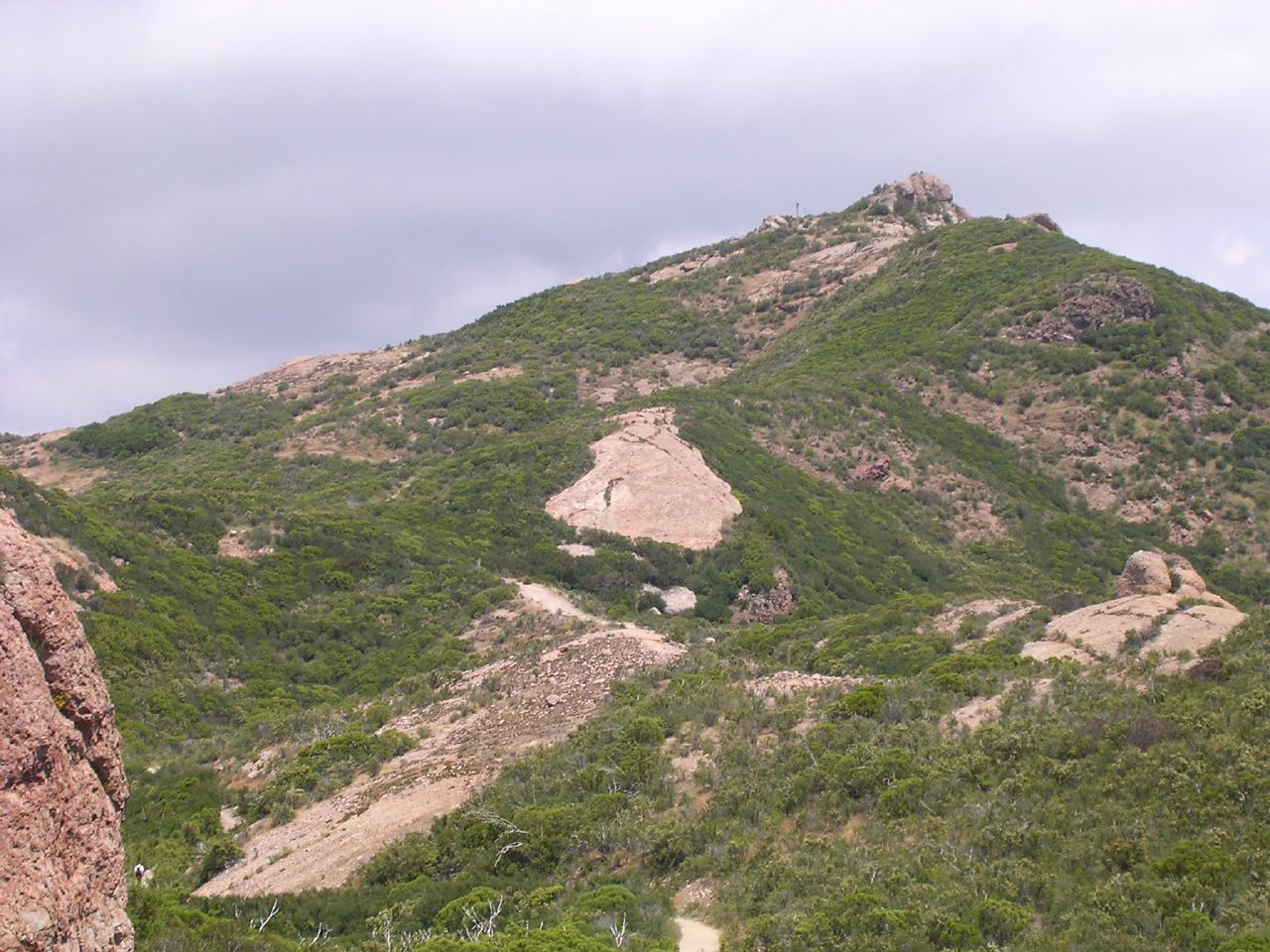
Sandstone Peak